# 殺妻秘笈
《殺妻秘笈》（韓語：마누라 죽이기）為1994年韓國喜劇電影，於1994年12月17日上映，片長102分鐘，由康祐碩執導，康祐碩製作公司及大宇電子出品、製作及發行，朴重勳、崔真實主演，兩人繼1990年電影《我的愛，我的新娘》後再次攜手合作，本片是導演康祐碩其中一部經典電影代表作，本片在1994年於韓國上映期間締造了34萬4900人入場人次。

## 劇情
故事講述奉洙和素英在同一家電影公司裡工作，一個是董事長，一個是製片人。
儘管他們結婚的時候非常相愛，他們婚後的生活卻面臨著危機。
奉洙做什麼事都三心二意，他對從來不管他的想法的完美主義者素英感到煩惱。
於是，奉洙和慧莉及他片中的一個演員悄悄開始了殺妻行動⋯

## 演員陣容
- 朴重勳 飾 朴奉洙
- 崔真實 飾 張素英
- 嚴正化 飾 金慧莉
- 崔鍾元 飾 殺手
- 趙炯基 飾 導演
- 權容雲（朝鲜语：권용운） 飾 逃兵
- 梁澤助（朝鲜语：양택조） 飾 營長
- 趙瑄默 飾 永　哲
- 金誠謙 飾 奉洙父
- 金錫玉 飾 奉洙母

## 獎項
| - 第33屆大鐘獎（1995年） - 「最佳男主角獎」：朴重勳 - 第16屆青龍電影獎（1995年） - 「最佳導演獎」：康祐碩 - 「最佳男主角獎」：朴重勳 - 「最佳女主角獎」：崔真實 - 「最佳男配角獎」：崔鍾元 - 「最佳女配角獎」：嚴正化 | - 第33屆大鐘獎（1995年） - 「最佳女主角獎」：崔真實 - 第31屆百想藝術大獎－電影部門（1995年） - 「女子人氣獎」：崔真實 |

## 外部連結
- 互联网电影数据库（IMDb）上《殺妻秘笈》的资料（英文）
- 韩国电影数据库（KMDb）上《殺妻秘笈》的資料